# Pierre Jeanneret

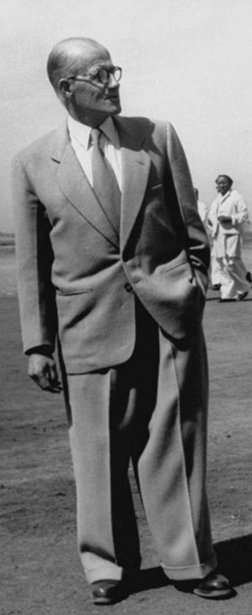
Pierre Jeanneret

Pierre Jeanneret (Ginevra, 22 marzo 1896 – Ginevra, 4 dicembre 1967) è stato un architetto, designer e urbanista svizzero naturalizzato francese.

## Biografia

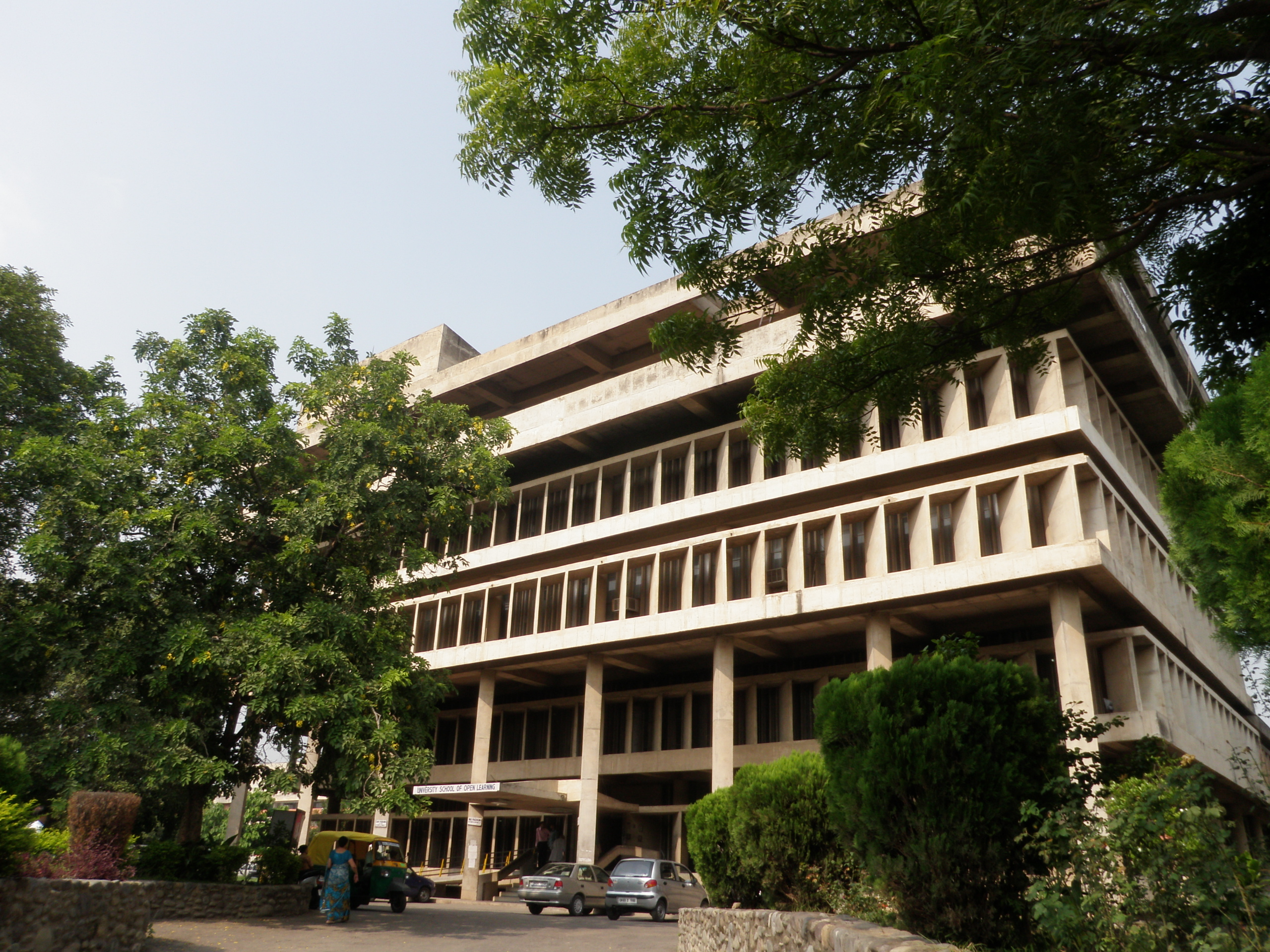
Panjab University di Pierre Jeanneret

Il suo nome ed il suo lavoro sono indissolubilmente legati a quello del celeberrimo cugino Charles-Edouard Jeanneret-Gris, alias Le Corbusier, con cui condivise molteplici esperienze. La sua fortuna critica si sviluppa all'ombra del ben più famoso cugino, uno degli accreditati maestri dell'architettura contemporanea, e, sebbene il suo nome sia sempre riconosciuto come coautore di molti edifici di Le Corbusier, si fatica ad attribuirne la piena paternità a opere come Villa Savoye (1928-1931) - edificio emblematico del movimento moderno. Il suo reale contributo a queste opere rimane ancora oscuro, nonostante i rari approfondimenti degli storici.
Si diplomò all'École des Beaux-Arts di Ginevra, lavorò in seguito con i Perret e iniziò la stabile collaborazione con il cugino nel 1922 nell'atelier di rue de Sèvres 35. Co-firmò gran parte i progetti anteriori alla seconda guerra mondiale. Portano la sua paternità anche le abitazioni, in Square du Docteur Blance a Parigi, del banchiere La Roche e del comune cugino Albert Jeanneret, 1923-1925, oggi sede della Fondazione Le Corbusier. Ebbe un ruolo preminente anche nelle opere di design: co-firmò, assieme anche a Charlotte Perriand le più note opere di Le Corbusier (tra cui la chaise-longue LC4 e la poltroncina LC3). Nel 1922 partecipò al primo CIAM e successivamente ad altri congressi CIAM, come il quarto ad Atene.
Con l'inizio della seconda guerra mondiale ci fu l'interruzione forzata del sodalizio con Le Corbusier - lo studio chiuse i battenti a seguito dell'invasione nazista. A guerra conclusa, iniziò a lavorare da solo costruendo poche opere e dedicandosi al design di mobili, collaborando anche con altri designer noti quali Jean Prouvé e Charlotte Perriand. Nel 1951 ebbe una nuova opportunità di collaborazione con Le Corbusier come capo progetto della nuova città di Chandigarh, in India, coadiuvato da Edwin Maxwell Fry e Jane Beverly Drew. Si trasferì in India dove, oltre a seguire il progetto urbanistico, dirigendo uno studio formato da molti architetti, si dedicò alla realizzazione dei principali edifici del Campidoglio, in collaborazione con il cugino. Oltre a ciò costruì edifici a sua esclusiva firma, quali il "Gandhi Bhawan", e mobili a basso costo, destinati agli edifici stessi, oggi oggetto di modernariato.
Jeanneret rimase a Chandigarh dopo la sua costruzione, consigliando il governo locale nella sua qualità di capo architetto della città. Per commemorare la sua eredità, l'amministrazione di Chandigarh ha restaurato la sua residenza, House No. 57, Sector 5 (Type 4J), e l'ha trasformata in un museo dedicato ai suoi contributi alla città, il 22 marzo 2017, 121º anniversario della sua nascita. Tornò in Europa nel 1965 gravemente ammalato e si spense nel 1967.  Nel 1970, a memoria del suo volere testamentario, le sue ceneri furono riportate a Chandigarh e sparse nel lago Sukhna.

## Galleria d'immagini
La casa dell'architetto svizzero Pierre Jeanneret trasformata in un museo, Chandigarh, India:

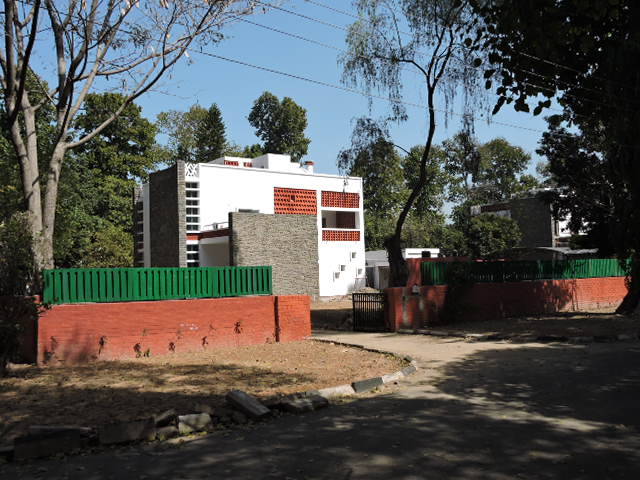
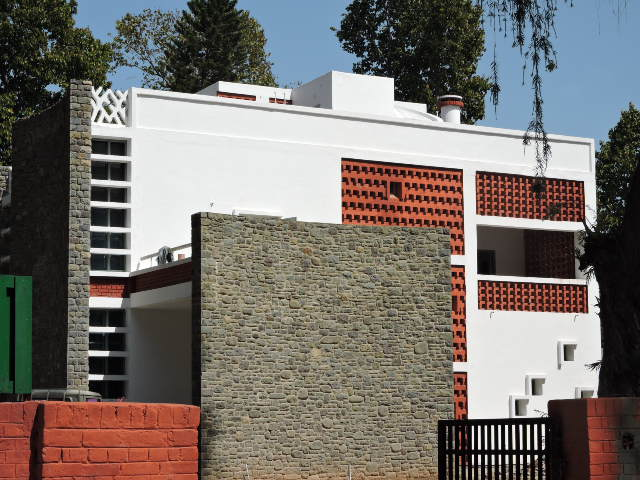
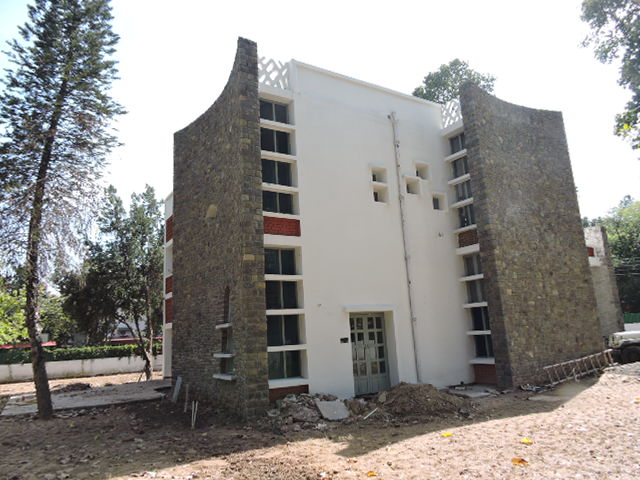
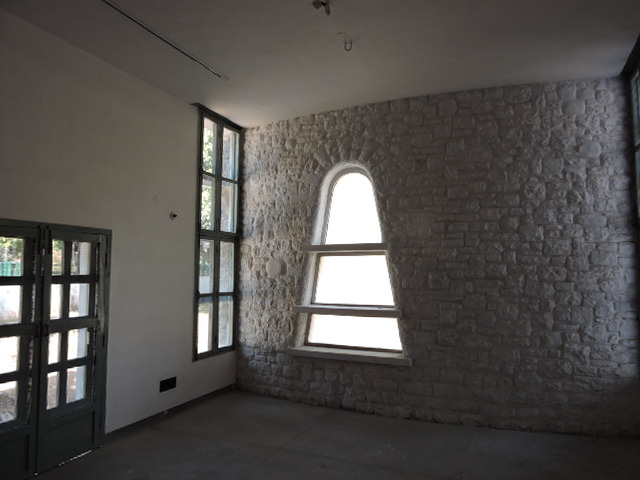